# Huari (Peru)
Huari (oder Santo Domingo de Huari) ist die Hauptstadt der Provinz Huari in der peruanischen Region Ancash. Die Stadt wurde am 8. August 1572 als Santo Domingo de Huari gegründet. Sie ist auch Verwaltungssitz des gleichnamigen Distrikts. Die Stadt hatte beim Zensus 2017 4850 Einwohner, 10 Jahre zuvor lag die Einwohnerzahl bei 4406.
Die Stadt Huari liegt 300 km nördlich der Landeshauptstadt Lima an der Ostflanke der peruanischen Westkordillere. Westlich der 3149 m hoch gelegenen Stadt erhebt sich der teils vergletscherte Gebirgszug Cordillera Blanca. Östlich der Stadt verläuft der Fluss Río Huari, der linke Quellfluss des Río Puchca.